# Чикишево
Чи́кишево — деревня в Крутинском районе Омской области, входит в состав Оглухинского сельского поселения.

## История
В 1928 году деревня состояла из 112 хозяйств, основное население — русские. В административном отношении являлась центром Чикишевского сельсовета Крутинского района Омского округа Сибирского края.

## Население
| 2010 |
| ---- |
| 214  |

## Улицы
- ул. Зелёная,
- ул. Лермонтова,
- ул. Набережная,
- ул. Новая.